# Stendhal
Stendhal (výslovnost Standal i Stendal) vlastním jménem Henri Marie Beyle (23. leden 1783 Grenoble – 23. březen 1842 Paříž) byl francouzský spisovatel, představitel kritického realismu a romantismu.
Stojí na rozhraní romantismu a realismu. Základním motivem všech jeho knih je hledání lásky. Hledá krásné okamžiky štěstí a osobního uplatnění. Jeho hrdinové se marně brání společenským normám. Než pochopí, že je to zbytečné, prohrávají, podléhají společnosti, opouští ideály a začínají se také přetvářet, aby si jich okolí vážilo.
Pseudonym Stendhal použil Henri Beyle poprvé ve spisu Dějiny malířství v Itálii v roce 1817, inspiroval se názvem německého města Stendal, rodiště historika umění Winckelmanna.

## Život
Henri Beyle se narodil v zámožné měšťácké rodině v Grenoblu a dostalo se mu dobrého vzdělání, stal se známou postavou pařížských diskuzních salonů, s napoleonskou armádou se zúčastnil ruského tažení a zažil Napoleonovu porážku u Moskvy.

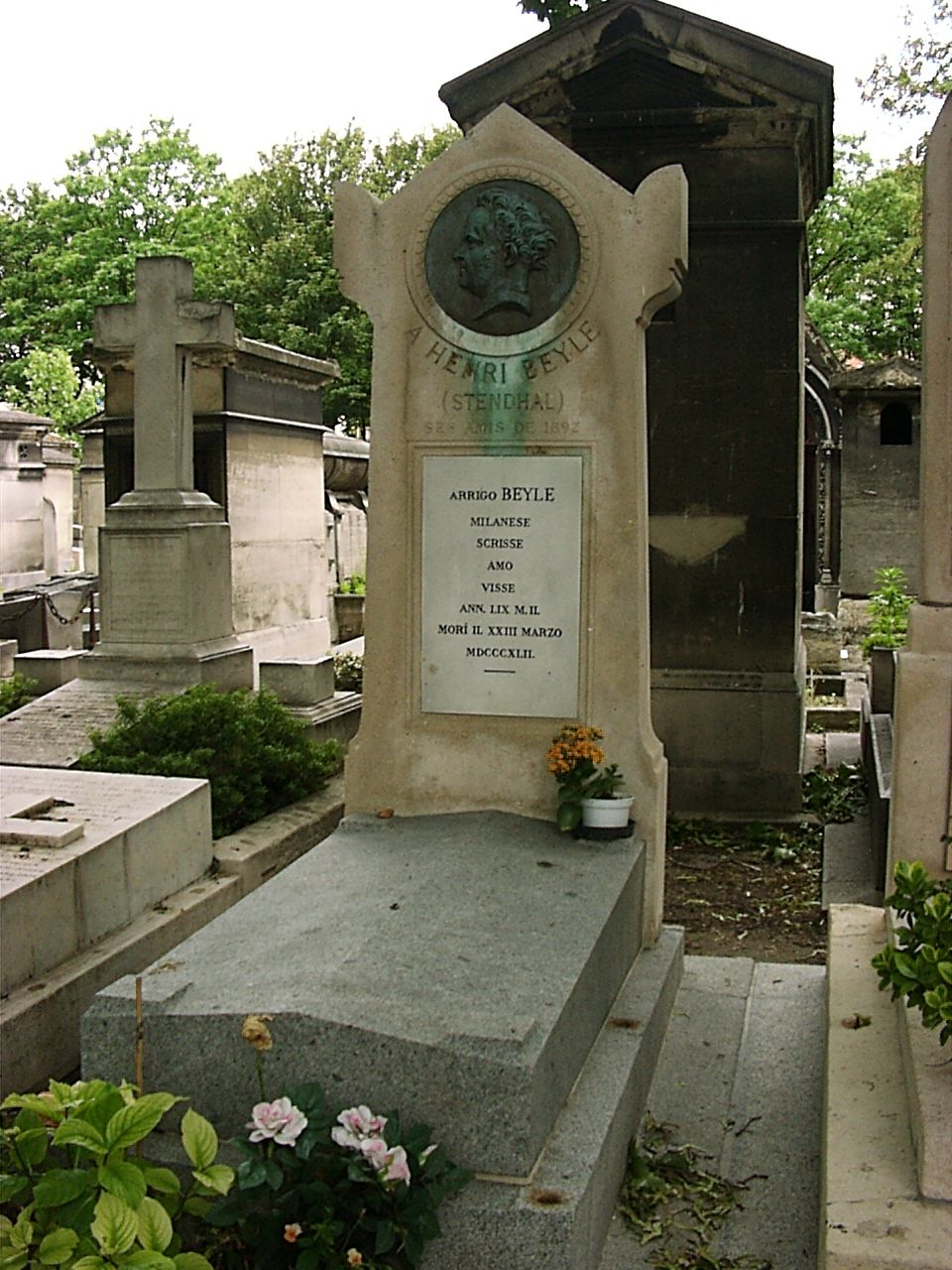
Stendhalův hrob na pařížském hřbitově Montmartre

Francouzský romanopisec, hudební a literární kritik, autor cestopisů a teoretických spisů. Představitel kritického realismu, mistr psychologického románu. Již v mládí byl ovlivněn osvícenstvím a protikrálovským hnutím, jež vzešlo z vlasteneckého nadšení Velké francouzské revoluce. Jakožto nadšený stoupenec revoluce vstoupil po studiích do armády Napoleona Bonaparteho a jako důstojník se zúčastnil tažení do Ruska. Během Restaurace prožil sedm let v Itálii, kde se stýkal s italskými bojovníky za národní sjednocení. Na příkaz rakouské policie však Itálii musel opustit. Po návratu do Francie se zapojil do bojů o novou literaturu a o romantismus a proti dvorskému klasicismu. Stendhal byl především znalcem života, umění podle něj mělo pravdivě zachycovat "hnutí srdce". Umělec musí mít odvahu nově se dívat na život, tvořit podle současného života a nikoliv podle vzorů, které odpovídaly společnosti a životu v jiné době. Hlavním cílem umění je podle Stendhala působit na publikum, zaujmout jej a otřást jím. Všechno ostatní jsou jen prostředky, které se podle situace mohou měnit. Kritika společnosti a dychtivost po životě jsou u Stendhala nerozlučně spjaty, moc a svůdnost inteligence má sloužit citu. V románech a novelách líčí cestu ctižádostivých hrdinů od romantické iluze k cynismu a přetvářce, či marné vzpouře a smrti. Od romantiků se odlišoval tím, že se snažil o věcné a neosobní podání románové tvorby. Stendhalovo líčení bitvy u Waterloo (1815) se stalo vzorem pro evropský realismus 19. století. Stendhal nebyl za svého života příliš čten a prakticky zůstal neznámý. Byl objeven a pochopen (podle vlastní předpovědi) až po roce 1880.
Jeho náklonnost k Itálii a její kultuře se objevuje ve většině jeho děl. Jedna z prvních Stendhalových knih, později oblíbený spis O lásce (De l'Amour, 1822), byla vydána bez zájmu. Koncem dvacátých let začíná Stendhal psát romány, z nichž prvním je Armance aneb několik scén z Pařížského salonu (Armance, ou quelque scènes d'un salon de Paris, 1827), po něm následuje patrně nejslavnější dílo, Červený a černý (Le Rouge et le Noir 1830).
Po Červencové revoluci v roce 1830 byl Stendhal jmenován konzulem v Terstu, ale protože rakouská vláda odmítla přijmout policejně stíhaného cizince, byl přeložen do Papežského státu. V Itálii strávil Stendhal víceméně zbytek života a zde také napsal další velké romány: Lucien Leuwen (1832–1835) a autobiografické dílo Život Henri Brularda (Vie de Henri Brulard, 1836). Posledním z trojice velkých románů byla Kartouza parmská (La Chartreuse de Parme, 1839) a nedokončený román Lamiela (1840).
Stendhal zemřel při jedné z častých návštěv Paříže v roce 1842, kdy jej na ulici postihla mrtvice. Byl pohřben na pařížském hřbitově Montmartre.

## Dílo
Romány
- Armance (1827)
- Červený a černý (někdy se používá Červená a černá, v originále Le Rouge et le noir, 1830) – román, v němž Stendhal červenou barvou symbolizuje revoluci a černou barvou tmářství a despotismus; jde o dvojdílný román s podtitulem Kronika roku 1830 – líčí osudy chudého mladíka, jenž se za restaurace Bourbonů pokusí po Napoleonově vzoru o společenský vzestup a je společností rozdrcen. Syn venkovského dřevaře Julien Sorel chce dosáhnout v životě vynikajícího postavení. Potlačuje v sobě sympatie k Napoleonovi, protože jako jeho obdivovatel by ve stávajících politických poměrech s nimi nemohl získat kariéru. Ačkoliv opovrhuje náboženstvím, dává se bez přesvědčení na kněžskou dráhu, neboť ta je nezbytným předpokladem ke kariéře, po níž touží. Sorel je pokrytec, který předstírá nebo utajuje city a názory podle toho, jak to vyžaduje jeho vlastní zájem. Svou ctižádost vnáší i do milostného poměru, který mu má pomáhat v kariéře. Postupně miluje dvě ženy, nejprve paní de Rénal, starostovu ženu, později, když pronikne do vysoké pařížské společnosti, Mathyldu de la Mole. Sorel je však stále nespokojený, poznává, že ve střízlivé měšťanské době je každý úspěch problematický. Když postřelí paní de Renal a dostane se před soud, odmítá přijmout milost od společnosti, kterou nenávidí, a raději umírá na popravišti jakožto vzbouřený plebejec.
- Lucien Leuwen (1835, nedokončeno, román vydán v roce 1894)
- Kartouza parmská (La Chartreuse de Parme, 1839) – hlavní hrdina je mladý šlechtic Fabricio, velký obdivovatel Napoleona, který se po bitvě u Waterloo, z níž prchá (neromantický pohled na bitvu) vrací do Itálie, kde na podnět své tety zahajuje kariéru coby církevní hodnostář. Je rozčarován intrikami; při náhodném milostném dobrodružství zabije člověka a jako vězeň parmské citadely se zamiluje do dcery jejího vojenského velitele, Klélie. Milovaná teta mu sice umožňuje útěk z vězení, ale Fabricio se kvůli své lásce ke Klélii vrací. Když jeho dítě a milenka zemřou, rezignuje – ztrácí zájem o kariéru a uchyluje se do parmského kláštera kartuziánů.
- Lamiel (nedokončeno, vydáno v roce 1889)

Novely
- Italské kroniky (Italian Chroniques, 1837–1839) – obsahují novely inspirované Itálií a italskou literaturou: Les Cenci, La Duchesse de Palliano, L'Abbesse de Castro, Vanina Vanini.
- Růžová a zelená (Le Rose et le Vert) – nedokončená novela vydaná posmrtně v roce 1928)

Autobiografie, deníky, paměti a korespondence
- Život Henriho Brularda (Vie de Henry Brulard, 1890) – posmrtně vydaný autobiografický román.
- Egoistické vzpomínky (Souvenirs d'Égotisme, 1892) – nedokončená posmrtně vydaná kniha pamětí.
- Deníky (Journal I-V) – posmrtně vydané deníkové zápisky.
- Korespondence (Correspondance I-X) – posmrtně vydané soubory Stendhalových dopisů (česky vyšel výbor pod názvem Dopisy ženám a přátelům).

Eseje a uměnovědné spisy

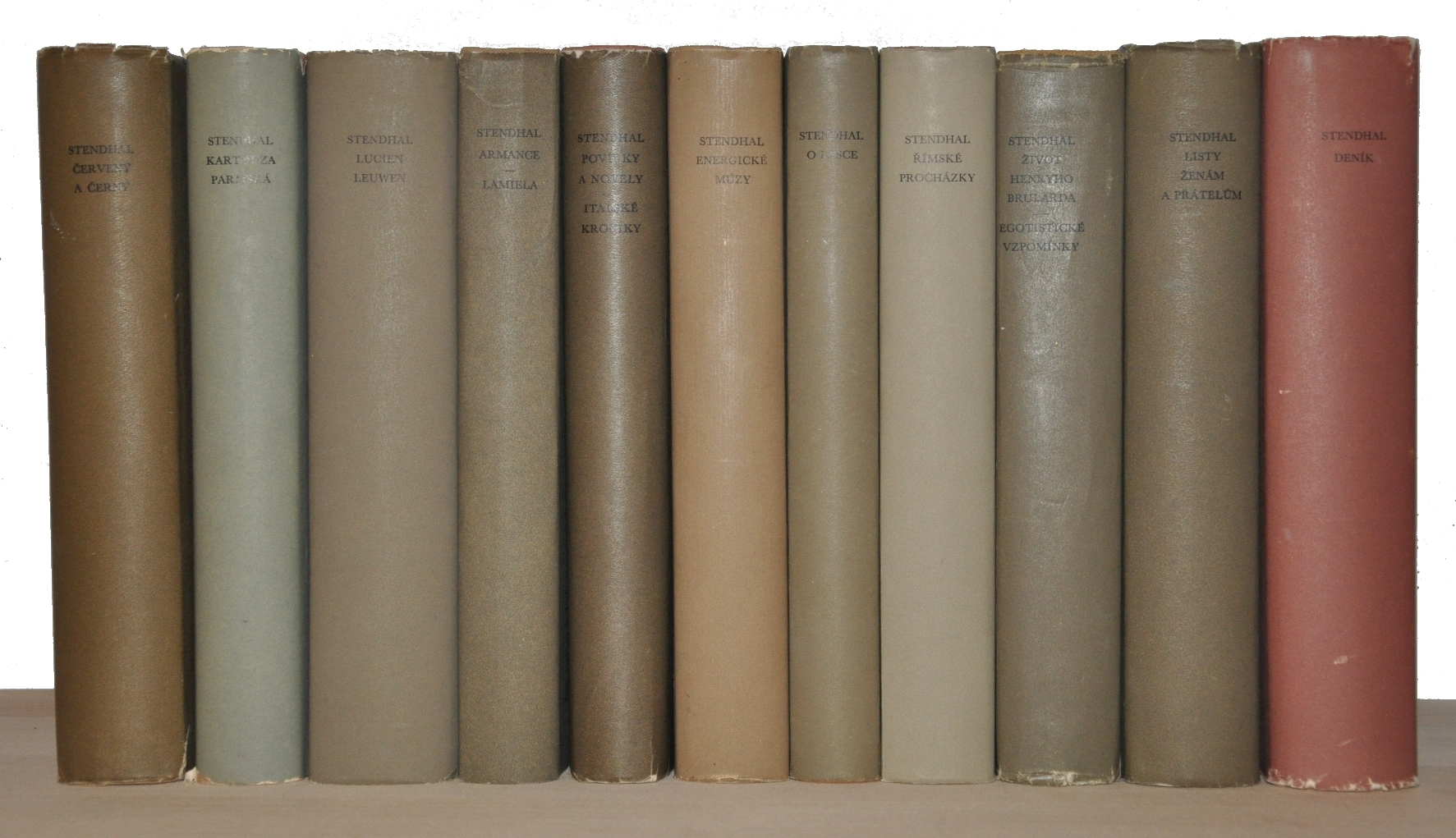
Spisy Stendhalovy, Knihovna klasiků

- Historie malířství v Itálii (Histoire de la Peinture en Italie, 1817)
- O lásce (De l'amour, 1822) nejznámější Stenhalova esejistická kniha.
- Racine et Shakespeare (1823)
- Římské procházky (Promenades dans Rome, 1829)
- Paměti turisty (Mémoires d'un touriste, 1838)

Část Stendhalova díla byla církví zařazena na Index zakázaných knih, a to „všechny milostné příběhy“ (omnes fabulae amatoriae).

## Význam
Stendhal výrazně ovlivnil dějiny evropského (a světového) umění jak esejista a teoretik umění, tak zejména svými romány. Z celkového Stendhalova díla sice zaujímají romány poměrně malý rozsah: pět děl, z toho dvě neukončená a za života autorova nezveřejněná (Lucien Leuwen, Lamiela), ale přesto se jimi trvale zapsal do dějin světové literatury. Ačkoli za jeho života nebyly Stendhalovy romány oceněny ani kritikou (oficiální i neoficiální kritika, s výjimkou Honoré de Balzaka, je odmítla), ani čtenáři, ke konci 19. a v první polovině 20. století se stal jedním z nejčtenějších světových autorů. Svým rozsahem nevelkým románovým dílem ovlivnil jednak psychologický román, jednak historický a realistický román. Pro umění románu měl zásadní vliv i Stendhalovův způsob výstavby postavy: vlastnosti a rysy postavy v jeho knihách nejsou podány najednou, postava není definitivně a beze zbytků popsána a charakterizována hned v úvodních kapitolách, jak tomu bylo v té době zvykem; postava u Stendhala krystalizuje před očima čtenáře a z fragmentárních rysů a charakteristik dosahuje autor postupně syntetického portrétu. – Příčila se mu stylizovanost a nabubřelost, v textu příběhu výrazně omezil popisnost vnějších věcí, o to více se však věnoval vykreslení vnitřního života hrdinů (tato technika měla vliv na vývoj psychologického románu 20. století).

## Citáty z díla
-	„Člověk se může opřít pouze o to, co je pevné.“ (Červený a černý)

-	„Jedním z rysů geniálnosti je – nevláčet své myšlenky brázdou vyjetou obyčejnými lidmi.“ (Červený a černý)

-	"Je přece zvláštní, že umění užívat života chápu teprve nyní, kdy jeho konec je tak blízký.“ (Červený a černý)

-	„Jepice se rodí za dlouhých letních dnů v devět hodin ráno a umírá v pět hodin odpoledne; jak by mohla pochopit, co je to noc?“ (Červený a černý)

-	„Obvyklý můj stav byla nešťastná láska, obdivování hudby a malířství, tj. potěšení z plodů těchto umění, nikoli pokusy o neobratné tvoření. S vybranou citlivostí jsem hledal výhledy na krásnou krajinu, a je proto jsem cestoval. Krajiny rozehrávaly mou duši jako smyčec a stejně i pohledy, o nichž dosud nikdo nepsal.“ (Život Henriho Brularda)

-	„Vidím, že jsem měl ze všeho nejraději snění, dokonce jsem mu dal přednost před úspěchem ve společnosti.“ (Život Henriho Brularda)

-	„Vidím, že to, co jsem roku 1800 pokládal za vysoké hory, jsou povětšinou pouhé krtiny; ale na tento objev jsem přišel příliš pozdě.“ (Život Henriho Brularda)

-	„Měl jsem a dosud mám nejaristokratičtější záliby, udělal bych pro blaho lidu všechno, ale myslím, že bych raději polovinu každého měsíce strávil ve vězení než s lidmi v hospodě.“ (Život Henriho Brularda)

-	„Nikdo nemůže dosáhnout velkého úspěchu bez jistého stupně nestydatosti.“ (Egoistické vzpomínky)

-	„Člověk může poznat vše, jen sebe ne.“ (Egoistické vzpomínky)